# Parafia Podwyższenia Krzyża Świętego w Rogowie
Parafia Podwyższenia Krzyża Świętego w Rogowie – parafia rzymskokatolicka znajdująca się w diecezji toruńskiej, w dekanacie Kowalewo Pomorskie. Erygowana w 1986 roku.
Zabytkowy kościół parafialny pw. Podwyższenia Krzyża Świętego został wzniesiony w stylu gotyckim na przełomie XIII i XIV wieku.
Na obszarze parafii leży miejscowość Rogowo. 